# Фесенко Кирило Анатолійович
Кирило Анатолійович Фесенко (нар. 24 грудня 1986 в м.Дніпропетровськ) — український баскетболіст лівійського клубу Аль-Наср. Виступав за команду НБА «Юта Джаз» під 44 номером на позиції центрового. 

## Ігрова кар'єра

### Ранні роки
Кирило Фесенко почав свою кар'єру в Українській баскетбольній суперлізі у клубі Азовмаш, звідки потім перейшов до Черкаських мавп на один сезон.

### НБА
Після кількох сезонів в Україні, Фесенко був обраний під 38 загальним номером на Драфті 2007 року командою Філадельфія Сіксерс, яка його обміняла до Юти Джаз. 15 серпня 2007 року він підписав трьохрічний контракт з джазменами. У 2010 році він відхилив пропозицію Х'юстон Рокетс і підписав новий контракт з Джаз на один рік. У 2011 році він став необмеженим вільним агентом.
30 листопада 2007 року Фесенко дебютував у НБА матчем проти Лос-Анджелес Лейкерс, записавши до активу 6 очок, 7 підбирань і 1 результативну передачу.
Частину сезону 2011-12 Кирило провів у Індіані Пейсерз.

### Повернення до України
В січні 2013 року Фесенко підписав контракт з БК Донецьк. А вже в листопаді він перейшов до польського Шльонска. Проте Шльонск він залишив, так і не зігравши жодного матчу.

### Ліга розвитку / НБА
В січні 2014 року, Фесенко перейшов до команди з D-League Делавер Ейті Севенсерс, а 8 березня 2014 року його обміняли до Кантон Чардж.
18 вересня 2014 року Фесенко підписав контракт з Міннесотою Тімбервулвз, але через місяць від його послуг відмовились.

### Повернення до Європи
5 листопада 2014 року Фесенко переїхав до Росії в команду Автодор Саратов. 
9 червня 2015 року Кирило підписав однорічний контракт з БК Локомотив-Кубань. В січні 2016 їхні шляхи розійшлися і він підписав угоду до кінця сезону з командою Канту з Італії. 6 травня 2016 року Фесенко залишив Канту і підписав контракт до кінця сезону з французьким АС Монако. 
16 серпня 2016 року Фесенко підписав контракт з італійським клубом Авелліно на сезон 2016-17. 

## Статистика кар'єри в НБА

### Регулярний сезон
| Сезон   | Команда  | GP  | GS | MPG | FG%  | 3P%  | FT%  | RPG | APG | SPG | BPG | PPG |
| ------- | -------- | --- | -- | --- | ---- | ---- | ---- | --- | --- | --- | --- | --- |
| 2007–08 | Юта Джаз | 9   | 0  | 7.8 | .375 | .000 | .500 | 2.8 | .2  | .0  | .3  | 1.6 |
| 2008–09 | Юта Джаз | 21  | 1  | 7.4 | .583 | .000 | .333 | 1.8 | .2  | .3  | .7  | 2.3 |
| 2009-10 | Юта Джаз | 49  | 5  | 8.3 | .547 | .000 | .421 | 1.8 | .3  | .1  | .4  | 2.6 |
| 2010-11 | Юта Джаз | 53  | 1  | 8.6 | .440 | .000 | .391 | 2.0 | .3  | .1  | .3  | 2.0 |
| Кар'єра |          | 132 | 7  | 8.3 | .498 | .000 | .398 | 2.0 | .3  | .1  | .4  | 2.3 |

### Плей-оф
| Сезон   | Команда  | GP | GS | MPG  | FG%  | 3P%  | FT%  | RPG | APG | SPG | BPG | PPG |
| ------- | -------- | -- | -- | ---- | ---- | ---- | ---- | --- | --- | --- | --- | --- |
| 2010    | Юта Джаз | 10 | 9  | 18.1 | .433 | .000 | .333 | 3.9 | 1.2 | .0  | .5  | 3.3 |
| Кар'єра |          | 10 | 9  | 18.1 | .433 | .000 | .333 | 3.9 | 1.2 | .0  | .5  | 3.3 |